# Jimmy Jackson (zapaśnik)

Zawodnik Oklahoma State Cowboys

James Earl „Jimmy” Jackson (ur. 28 lipca 1956 w Windsorze w Ontario, zm. 17 czerwca 2008 w East Lansing) – amerykański zapaśnik walczący w stylu wolnym. Olimpijczyk z Montrealu 1976, gdzie odpadł w eliminacjach w wadze ponad 100 kg.
Triumfator igrzysk panamerykańskich w 1979. Pierwszy w Pucharze Świata w 1977, 1978, 1979, 1980 i drugi w 1981 roku.
Zawodnik Ottawa Hills High School w Grand Rapids i Oklahoma State University. Trzy razy All-American w NCAA Division I (1976–1978). Pierwszy w 1976, 1977 i 1978 roku.